# Turcizyras assingi
Turcizyras assingi (лат.) — вид мирмекофильных жуков из трибы Lomechusini семейства стафилиниды (Staphylinidae). Турция (Adiyaman). Имеет сходство с представителями рода Pella, но отличается от них наличием нескольких плезиоморфных признаков в строении лабиума (лигула с 4 сетами, 1-й сегмент щупиков много более длинный и широкий, чем 2-й членик). Мелкие красновато-коричневые жуки. Длина тела 3,8 мм. Систематическое положение остаётся неясным. Видовое название дано в честь Волкера Ассинга (Volker Assing, 1956—2022, Гамбург, Германия), собравшего типовой экземпляр жука.